# Верхнее Волчье
Ве́рхнее Во́лчье — пресное озеро в Мурманской области в северной части Кольского полуострова.

## География
Озеро расположено в 20 километрах к северо-западу от Мончегорска и в 28 километрах к западу от Оленегорска, прилегая почти вплотную к хребту Волчьи Тундры, являющемуся северным продолжением горных массивов Чунатундры и Мончетундры. Входит в озёрно-речную систему Верхнее Волчье-Сухая Ламбина. Находится на высоте 164,8 метра над уровнем моря.
Верхнее Волчье относится к бассейну Белого моря, связывается с ним через реку Волчью — приток впадающей в Имандру реки Куцколь. Лежит в сухой гористой местности, небольшие участки болот встречаются лишь у восточного побережья центральной части. С востока к озеру спускаются голые крутые склоны сопок высотой до 500 метров: гора Туйбола (499,6 метра), возвышенности 466,5 метра, 452,4 метра и 431,5 метра. Склоны возвышенностей Волчьей Тундры к западу и к югу от Верхнего Воронья (горы Юкспор — 957 метров, Саинбастернчорр — 910,1 метра, Альньюначорр — 858 метров, Кивайвынч — 805,1 метра, Мочесньюначорр — 861,6 метра, и гора Волчья Тундра — 932,8) более пологи и покрыты участками соснового, сосново-елового и елово-берёзового леса с высотой деревьев до 12-15 метров. От южной части озера начинается подъём (зимник) на популярный среди экстремальных туристов перевал между Мочесньюначорром и Кивайвынчем.

## Описание
Площадь Верхнего Волчьего составляет 18 км², это 38-е по площади озеро Мурманской области. Длина береговой линии — около 35 километров. Глубина достигает 50,7 метров.
Озеро имеет вытянутую с юга на север, вдоль хребта Волчьи Тундры, расширяющуюся к югу неровную форму. Длина озера составляет около 9,3 километра, ширина — 0,2-1,4 километра в узкой северной части и до 4,8 километра — в широкой южной. Берега неровные, с большим количеством мысов и заливов. У восточного побережья — небольшие участки песчаных отмелей. Крупный скалистый полуостров длиной 2 километра и шириной до 700 метров вдаётся в озеро с юга, деля его южную часть на две части приблизительно одинакового размера. Другой относительно крупный покрытый лесом и частично заболоченный полуостров длиной немногим менее километра и шириной не более 600 метров расположен в крайней северо-восточной части озера.
По всей территории Верхнего Волчьего разбросаны небольшие пологие безымянные островки, расположенные в основном у берегов озера и имеющие до 250 метров в длину и до 4 метров от уровня озера в высоту.
Из северной оконечности озера вытекает река Волчья, связывающая Верхнее Волчье с лежащими на севере озером Нижнее Волчье и группой озёр Корежены. С окрестных сопок в озеро впадает множество безымянных порожистых ручьёв. Вокруг Верхнего Волчьего расположено несколько других озёр системы, большинство из которых безымянны и совсем малы. Самые крупные из прилегающих озёр: Нижнее Волчье — в 1,1 километра к северу, Кашкозеро — в 7 километрах к северо-востоку, Инкис — в 5 километрах к востоку, Пахнучее — в 0,9 километрах к востоку (соединено с Верхним Волчьим протокой), Ребячье (на некоторых картах — Лебяжье) — в 0,8 километрах к юго-востоку (соединено с Верхним Волчьим протокой) и Красная Ламбина (в 2,7 километра к юго-востоку).

## Инфраструктура
Населённых пунктов на Верхнем Волчьем нет. Ближайшие от него населённые пункты — Мончегорск (в 20 километрах к юго-востоку), Оленегорск (в 28 километрах к востоку) и покинутый в начале 90-х посёлок Куцколь (в 17 километрах к северо-западу, в настоящее время остались только руины от одно- и двухэтажных строений). Стоявшие в 700 метрах по зимнику к западу несколько нежилых бараков были разрушены (сгорели) в конце 90-х. Ещё один зимник начинается от юго-восточной части озера и, раздваиваясь у озера Красная Ламбина, ведёт на юго-восток к Мончегорску и на юг — вдоль хребта Волчьи Тундры.